# Den Aller
Den Aller is een 19e-eeuws boerderijcomplex in de Nederlandse buurtschap Diermen, provincie Gelderland. Het complex bestaat uit een boerderij, bakhuis, schuur, twee hooibergen en een schaapskooi. Sinds 2002 is het een rijksmonument.
De boerderij Den Aller is in het laatste kwart van de 19e eeuw gebouwd op het voormalige kasteelterrein van het Huis Aller. Dit kasteel is begin 19e eeuw afgebroken en achter de boerderij zijn nog restanten van de gracht aanwezig. De boerderij zelf wordt beschouwd als onderdeel van het landgoed Oldenaller.

## Beschrijving

### Boerderij
De boerderij is een bakstenen hallehuis met één bouwlaag. De zolder wordt met een wolfsdak afgedekt. Als dakbedekking is gebruik gemaakt van zowel riet als oudhollandse dakpannen.
In de voorgevel bevinden zich op de begane grond vier schuiframen. De zolderverdieping kenmerkt zich door muurankers en een drielicht. In de rechter zijgevel zijn vensters, mestluiken en staldeuren aangebracht, terwijl de linker zijgevel vensters, mestluiken en deuren bevat. In de achtergevel bevinden zich een dubbele deeldeur, loopdeuren en betonnen stalramen. De zolder is te bereiken via een luik in de gevel.
Het woongedeelte bevindt zich aan de voorzijde in het voorhuis. Er zijn een woonkamer, een opkamer met kelder, een keuken en een slaapvertrek. Op de zolderverdieping bevinden zich meer slaapkamers.

### Bakhuis

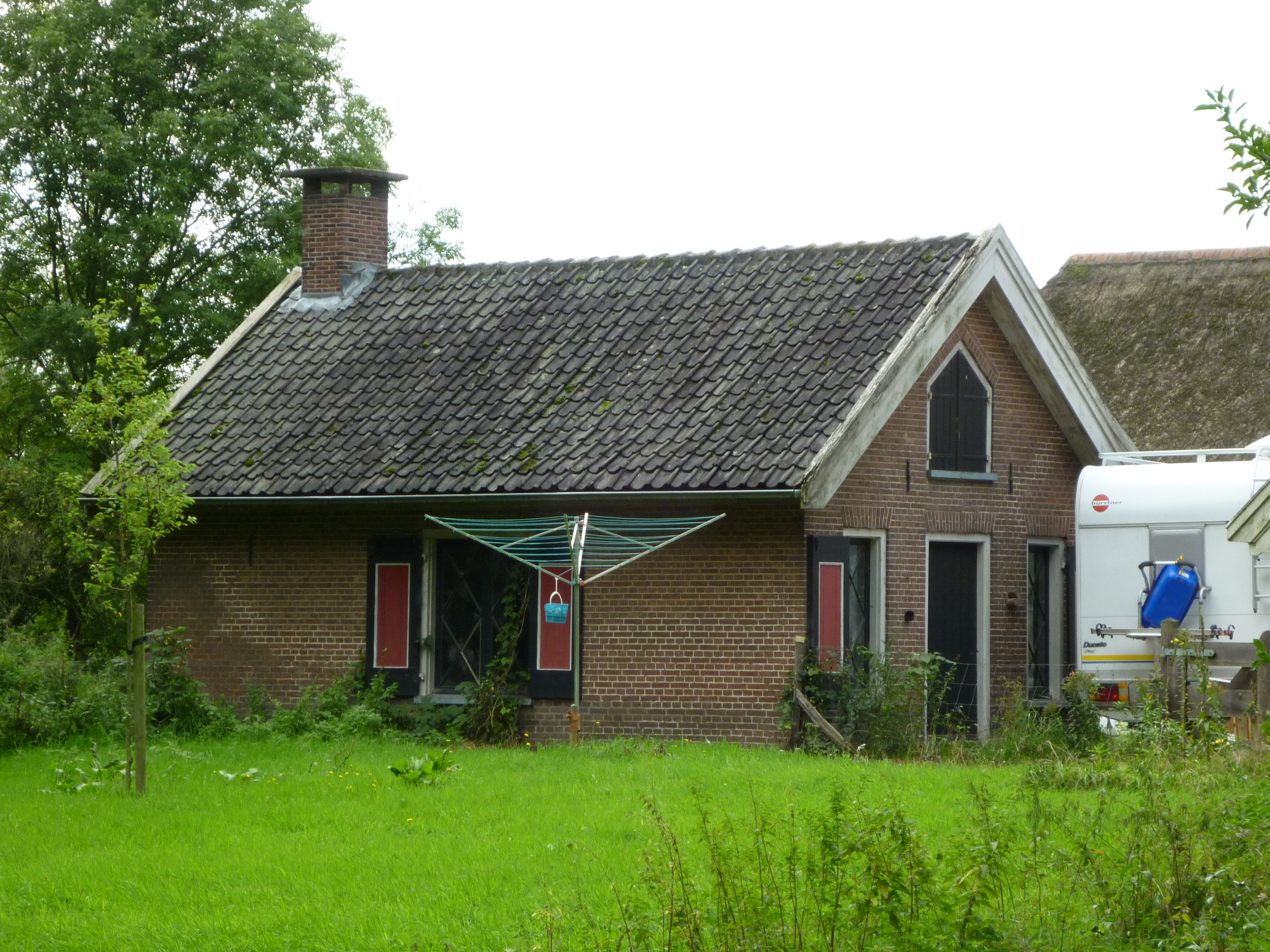
Bakhuis

Het rechthoekige bakhuis is gebouwd in baksteen en heeft een met oudhollandse dakpannen bedekt zadeldak. Aan de achterzijde bevindt zich de gemetselde schoorsteen.
In de voorgevel is de toegangsdeur aangebracht, met aan weerszijden een raam met luiken. In zowel de rechter zijgevel als de achtergevel bevinden zich nog dubbele deuren.
Via een luik in het houten plafond kan de zolderverdieping worden bereikt.

### Overige onderdelen
De schuur is zowel in hout als in baksteen opgetrokken, waarbij de houten delen zijn gebouwd op een gemetselde plint. Het wolfsdak is met zowel riet als dakpannen bedekt.
Er zijn twee hooibergen aanwezig. De ene is vierroedig en heeft een rieten tentdak; de andere is tweeroedig.
De schaapskooi is gebouwd van hout en heeft een rieten wolfsdak. Aan zowel de voor- als achterzijde bevinden zich dubbele deuren.